# Tarcău-bjergene
Tarcău-bjergene (rumænsk: Munții Tarcău, ungarsk: Tarkő-hegység) er en bjergkæde, en del af Moldavisk-Muntenske Karpater i de ydre østlige Karpater.
Området ligger mellem breddegraderne 46°25′ og 46°57′ N og mellem længdegraderne 25°52′ og 26°28′ E. Området er afgrænset af følgende floder:
- Bicaz og Bistrița mod nord.
- Dămuc og Valea Rece mod vest.
- Trotuș mod syd.

Mod øst er de begrænset af de subkarpatiske bakker langs en linje, der løber omtrent fra Piatra Neamț til Moinești . Det højeste punkt er Grindușu Peak på 1.664 moh.